# Srednja Slatina
Srednja Slatina naseljeno je mjesto u sastavu općine Bosanski Šamac u Bosni i Hercegovini.

## Geografski položaj
| Gornja Slatina | Gornja Slatina, Donja Slatina | Donja Slatina    |
| Gornja Slatina | Susjedne općine               | Njivak           |
| Gajevi         | Gornja Tramošnica             | Donja Tramošnica |

## Hrvatski kulturni centar
Hrvatski kulturni centar (HKC) bavi se očuvanjem kulturne baštine Hrvata u BiH.

## Sport
Srednja Slatina sjedište je nogometnog kluba „Sloga”.

## Poznate osobe
- Željko Jurić, pjevač

## Stanovništvo
|             | 2013. | 1991. | 1981. | 1971. |
| ----------- | ----- | ----- | ----- | ----- |
| Srbi        | 45    | 341   | 342   | 376   |
| Hrvati      | 10    | 918   | 918   | 1213  |
| Jugoslaveni | 0     | 4     | 26    | 1     |
| ostali      | 0     | 14    | 2     | 1     |
| ukupno      | 55    | 1277  | 1289  | 1597  |

## Vanjske poveznice
- Satelitska snimka  Arhivirana inačica izvorne stranice od 21. ožujka 2021. (Wayback Machine)
- Župa Slatina  Arhivirana inačica izvorne stranice od 7. rujna 2008. (Wayback Machine)
- Srednja Slatina  Arhivirana inačica izvorne stranice od 2. prosinca 2008. (Wayback Machine)